# Stefano Giannotti
Stefano Giannotti (Padova, 14 maggio 1989) è un pallavolista italiano, opposto del Team Club.

## Carriera
La carriera di Stefano Giannotti inizia nel 2006 nell'Universal Volley di Padova, in Serie D, mentre nell'annata successiva gioca per il Legnago in Serie C; dopo aver fatto parte delle giovanili del Sempre Padova, nella stagione 2009-10 si accasa all'Eagles di Mestrino, in Serie B2.
Nell'annata 2010-11 torna alla Pallavolo Padova, nuovo nome della Sempre Volley, questa volta nella prima squadra in Serie A2, ottenendo la promozione in Serie A1, in cui esordisce con lo stesso club nella stagione 2011-12: retrocesso immediatamente nella serie cadetta, nella stagione 2013-14 ottiene la vittoria della Coppa Italia di Serie A2 e una nuova promozione in Serie A1.
Nella stagione 2017-18 passa alla Marconi di Spoleto, in Serie A2: tuttavia a metà annata si trasferisce all'AVS di Bolzano, nella stessa categoria. Ritorna in Serie A1 per il campionato 2018-19, ingaggiato dal Milano.
Per il campionato 2019-20 è al M&G, in Serie A3, categoria nella quale milita anche nella stagione successiva, vestendo la maglia dell'Olimpia SBV Galatina. Per l'annata 2021-22 firma per l'Atlantide Brescia, in serie cadetta, mentre nella stagione 2022-23 viene ingaggiato dal Garlasco, in Serie A3, e in quella successiva dal Team Club, nella stessa divisione.

## Palmarès

### Club
- Coppa Italia di Serie A2: 1

2013-14